# Arif Alvi
Arif-ur-Rehman Alvi (tiếng Urdu: عارف الرحمان علوی; sinh ngày 29 tháng 7 năm 1949) là một chính trị gia Pakistan từng là tổng thống Pakistan từ ngày 9 tháng 9 năm 2018 đến ngày 10 tháng 3 năm 2024.

## Tiểu sử
Ông sinh ngày 29 tháng 7 năm 1949  ở Karachi, Pakistan. Theo một số nguồn tin, ông sinh ngày 29 tháng 8 năm 1949 tại Karachi  và theo một số nguồn tin, ông sinh năm 1947 tại Karachi.
Cha của ông, Habib-ur-Rehman Elahi Alvi, là một nha sĩ ở Ấn Độ đã di cư sang Karachi sau khi thành lập Pakistan và mở một phòng khám nha khoa ở Thị trấn Saddar. Cha của ông đã trở thành chính trị liên kết với Jamaat-e-Islami Pakistan. Theo trang web của Pakistan Tehreek-e-Insaf, cha của Alvi là nha sĩ của Jawaharlal Nehru.
Sau khi hoàn thành giáo dục sớm từ Karachi, ông chuyển đến Lahore năm 1967 để học.
Ông là thành viên của Quốc hội Pakistan từ tháng 6 năm 2013 đến tháng 5 năm 2018 và một lần nữa từ tháng 8 đến tháng 9 năm 2018. Một thành viên sáng lập của Pakistan Tehreek-i-Insaf (PTI), Alvi được bầu làm Tổng thống Pakistan vào ngày 4 tháng 9 năm 2018 sau cuộc bầu cử tổng thống.